# LINE Lite
LINE Lite（ラインライト）は、LINE株式会社が提供するソーシャル・ネットワーキング・サービス（SNS）である。ネットワークインフラの整備が不十分な地域や低スペック端末でも使用できるようにLINEと比較して機能が制限されており、その分軽量化されている。サービス地域はリリース当初はインド、メキシコ、サウジアラビアなど11か国のみであり、その後日本、中国など9か国を除く全世界へ配信された。日本が除外された理由については「通常版LINEが普及しているため」としている。2022年2月28日正午をもってサービスが終了した。